# Néohespéridine
La néohespéridine est un néohespéridoside au goût amer du groupe des flavanones. C'est un glycoside de l'hespérétine : hespérétine 7-néohespéridoside, naturellement présent dans les écorces d'agrumes qui manifeste une variété d'activités thérapeutiques et biologiques potentiellement utiles et objet de recherches.

## Propriétés
Elle ne doit pas être confondue avec l'édulcorant sucré néohespéridine dihydrochalcone souvent abrégée en néohespéridine DC, ou NHDC (E959) dont elle est sert de matière première. Les néohespéridosides amers deviennent sucrés lorsqu'ils sont changés en chalcones puis une nouvelle réduction en dihydrochalcones.
Elle est soluble dans l'eau.

## Sources naturelles
La néohespéridine est présente dans de nombreux agrumes mais les teneurs mesurées sont hétérogènes : le citron (entre 0,002 et 9,4 mg/g), le pamplemousse, l'orange (teneur entre 0,09 et 0,66 mg/g, 0,86 mg/g chez l'orange maltaise), le yuzu (C. junos), le sudachi (C. sudachi), le kabosu (C. sphaerocarpa) et la lime.
La bigarade (C. aurantium) est une source industrielle de néohespéridine, elle est riche avec 15,6 à 52 mg/g (à peu près les mêmes proportions que la naringine) et selon un travail italien, le jus de chinotto (Citrus myrtifolia) et de la bergamote (C. bergamia) ont un niveau comparable ou encore chez la bergamote 123,9 ± 1,7 mg/l. L'hybride chinois Changshan-huyou (désigné C. aurantium ? et C. grandis x C. sinensis) a été identifié comme meilleure source de néohesperidine (2,76 % du jus). Poncirus trifoliata est cité avec un fort contenu.

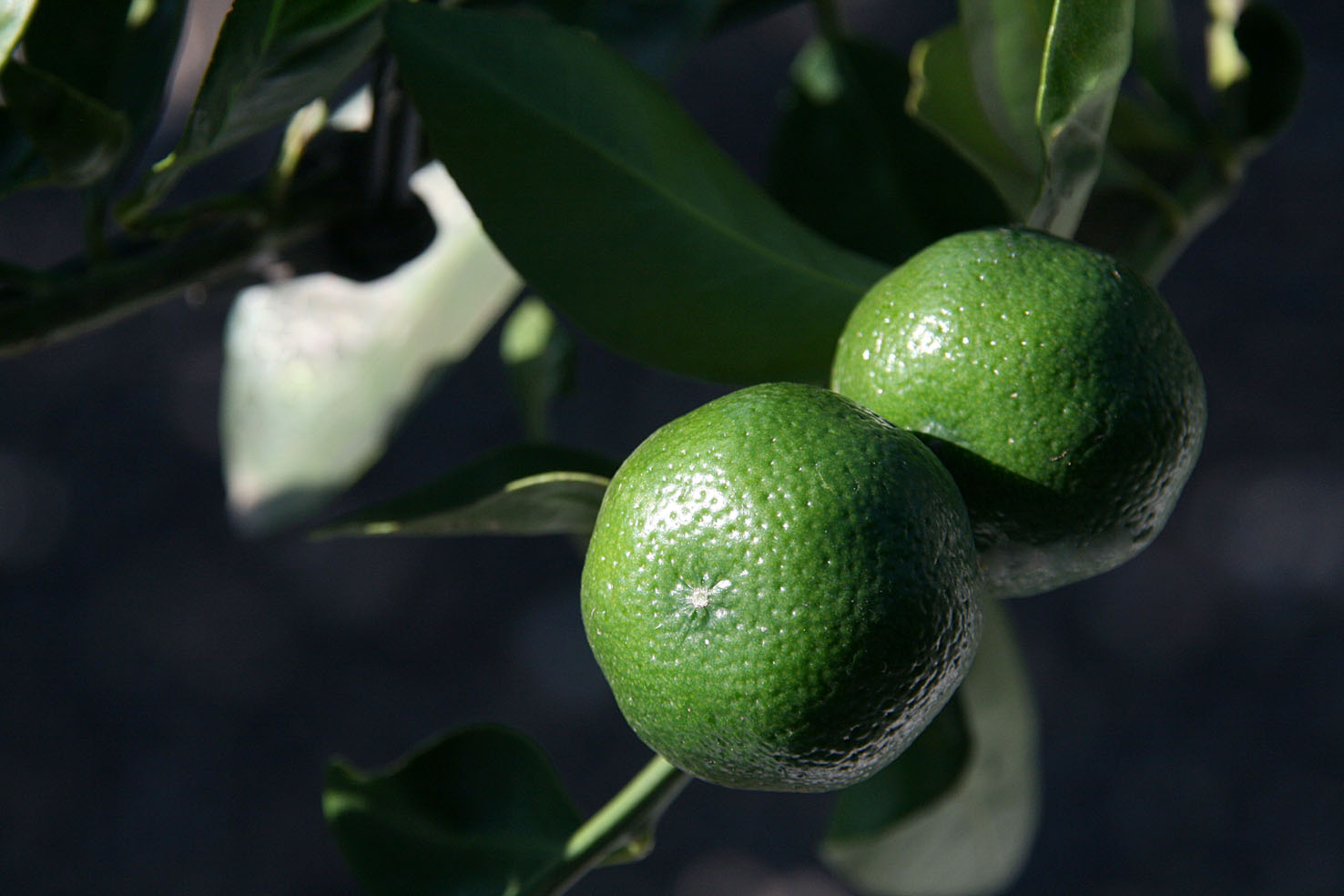
Cultivar Kugani de C. depressa, spécialement riche en néohespéridine.

Chez le shikuwasa (C. depressa) cultivar Kugani, la peau a une teneur élevée en hespéridine (89,26 à 98,66 %), la néohespéridine est la flavonone prédominante avec 96,58 %, mais aussi le jus.
Les néohespéridosides (néoériocitrine, néohespéridine et naringine) sont responsables du goût amer de la peau des agrumes.

## Pharmacologie
Les recherches in vitro et en modèle animal ont montré un éventail d'activités thérapeutiques et biologiques de la néohespéridine comparable à celles souvent citées chez les flavonoïdes : traitement des maladies neurodégénératives, hépato-cardiaques, cancer, diabète, obésité, les maladies infectieuses, allergiques et inflammatoires.

### En mélange
Une étude prospective de six mois sur humains présentant une hypercholestérolémie modérée à qui on administre un extrait de bergamote contenant 47 % de néohespéridine, 37 % de naringine et 16 % de néoériocitrine réduit les lipides plasmatiques, les lipoprotéines de basse densité (athérosclérose).
Dans une simulation informatique (2018) sur le citron (C. lemon), la néohespéridine et la rutine ont montré une capacité antiplaquettaire (valeurs d'affinité de liaison ΔG) supérieure à l'aspirine.